# Günter Vogel (Mediziner)
Günter Vogel (* 11. Dezember 1934 in Pößneck; † 4. Januar 2011 in Erfurt) war ein deutscher Arzt und Professor an der Medizinischen Akademie Erfurt. Sein Spezialgebiet war die Hämostaseologie.

## Leben und Wirken
Nach dem Abitur und zwei Jahren als Apothekenhelfer und Hilfskrankenpfleger studierte Vogel ab 1955 Medizin an der Universität Leipzig und der Medizinischen Akademie Erfurt, wo er 1962 mit einer Arbeit über Auftrennung menschlicher Organeiweiße durch Agargel-Elektrophorese und Immunelektrophorese promovierte. Seine Ausbildung zum Facharzt für Innere Medizin absolvierte Vogel bei August Sundermann und habilitierte sich 1968 über Klinische und gerinnungsphysiologische Untersuchungen mit p-Aminomethylbenzoesäure. 
Seit 1972 lehrte er an der 1993 aufgelösten Erfurter Medizinischen Akademie als Hochschuldozent, seit 1987 als ordentlicher Professor. 1990 wurde er  kommissarischer Direktor der Medizinischen Poliklinik der MAE, 1997 Chefarzt der 1. Medizinischen Klinik des Klinikums Erfurt. 1999 ging Vogel in den Ruhestand, arbeitete aber noch einige Jahre an der Universität Jena als Hochschullehrer. Insgesamt betreute er fünf Habilitationen und über 80 Dissertationen.
Schon in den 1960er Jahren baute Vogel in Erfurt eine hämostaseologische Abteilung auf, die sich vor allem der Versorgung von Hämophilie-Patienten widmete. In seinen eigenen Forschungen beschäftigte sich Vogel mit verschiedenen hämatologischen Fragestellungen und besonders mit dem Zusammenhang zwischen Hämostase und Thrombose. Seine letzte Monographie galt der Geschichte der Hämophilie.

## Schriften (Auswahl)
- Einführung in die Physiologie und Pathophysiologie der Blutstillungsvorgänge. Mit Hinweisen zur Labordiagnostik. Institut für Weiterbildung Mittlerer Medizinischer Fachkräfte, Potsdam 1983 (Beilage der Zeitschrift für medizinische Laboratoriumsdiagnostik, Band 23, Heft 4).
- Bluterkrankheit. Zur Geschichte der Hämophilie mit Berichten von Zeitzeugen. Weller, Neckarsgemünd 2007. ISBN 978-3-933315-09-0.